# Jong AZ
El Jong AZ es un equipo de fútbol de Países Bajos que juega en la Eerste Divisie, la segunda división de fútbol en el país.

## Historia
Fue fundado en el año 2001 en la ciudad de Alkmaar con el nombre AZ2 como el principal equipo filial del AZ Alkmaar compuesto por jugadores menores de 21 años, por lo que no es elegible para jugar en la Eredivisie. En la temporada 2006-07 juega en la Copa de los Países Bajos por primera vez, eliminando en la segunda ronda al ONS Sneek 2-0, en la tercera ronda elimina 8-1 al SC Genemuiden y es eliminado en octavos de final por el Roda JC Kerkrade 1-2.
El club debuta en la temporada 2017-18 en la Tweede Divisie, la tercera división nacional, año en el que consigue el campeonato y asciende a la Eerste Divisie por primera vez.

## Palmarés
- Tweede Divisie: 1

2016-17
- Beloften Eredivisie: 1

2006
- Beloften Eerste Divisie: 3

2001, 2005, 2013